# Оргум
Оргу́м (чув. Оркум) — деревня в Моргаушском районе Чувашской Республики.
Деревня расположена на реке Юнга, была образована в 20—30 годы XX века в качестве места, куда выселяли «кулаков» и «подкулачников» из соседних деревень. До 90-х годов XX века население около 50—60 человек. Постепенно жители разъехались по соседним деревням, в районный центр и в столицу республики.
Название Оргум по словам очевидцев произошло от немецкого Orgum (марка плуга).
Деревня состоит из одной улицы (Оргумская улица), на которой так же находится ферма по разведению молочного скота. Есть телефонная связь.
Летом постоянно живёт от трёх до шести человек (в том числе два пастуха — работника фермы), зимой деревня пустует. На настоящее время и летом никто не живёт, только остались полуразваленные дома.
Был там в июне 2017 года- от фермы не осталось и следа. Телефонной связи нет, только сотовая.
На территории вокруг деревни и самой деревни население ближайших деревень заготавливает сено.
Но места там красивые. Скоро никаких следов не останется… я так думаю.

## Население
| 2010 | 2012 |
| ---- | ---- |
| 0    | ↗1   |